# ادو نو کیبا
ادو نو کیبا (به انگلیسی: Edo no Kiba) یک بازی ویدئویی اکشن در سبک سایبرپانک می‌باشد که برای بازیبازان داخل ژاپن طراحی و تولید گردید. بازی در شهر توکیو و در سال ۲۰۵۰ میلادی اتفاق می‌افتد. در آن دوران هرج و مرج شهر را فراگرفته و تروریستها آزادانه و وحشیانه در خیابان‌های شهر جولان می‌دهند و فقط یک افسر پلیس مسلح است که قادر به مقابله و شکست آن‌ها می‌باشد.

## گیم پلی
بازیباز در این بازی به وسیله شمشیر لیزری خود می‌تواند به دشمنان حمله کرده یا با نگه داشتن آن به صورت یک سپر بعضی حملات دشمنان را دفع نماید.
در ابتدا، بازیباز با ۹۹٪ مقدار سلامتی، بازی را شروع می‌کند و در صورت مردن تا ۹ بار می‌تواند بازی را ادامه دهد. کوچکترین تماس با دشمنان باعث برق گرفتگی و از دست رفتن ۱۰ درصد سلامتی قهرمان بازی می‌شود. بعضی از اسلحه‌های دشمنان (مثلاً شعله افکن) باعث مرگ آنی قهرمان می‌شوند. بازیباز همچنین توانایی پرتاب شمیشر به سمت دشمنان را مانند یک بومرنگ دارد. محیط‌های بازی شامل خیابان‌های شهر، راه‌های فاضلاب و سفینه فضایی می‌باشد و در پایان هر مرحله قهرمان بازی با یک غولآخر (باس) روبرو می‌شود. باس‌های بازی هر کدام نوار سلامتی مخصوص به خود را دارند که معمولاً از ۱۸۰۰۰ واحد سلامتی شروع می‌شوند.
نکته‌های جالبی در این بازی وجود دارند، مثلاً شباهت‌های ناخواسته با صحنه‌های بازی «کنترا»، یک روبوت که بسیار شبیه «تی-۱۰۰۰» از نابودگر ۲: روز داوری و یک دشمن که شبیه به بودا می‌باشد.